# Сломњики
Сломњики (пољ. Słomniki) је град у Пољској у Војводству Малопољском у Повјату краковском. Према попису становништва из 2011. у граду је живело 4.434 становника.

## Становништво
Према прелиминарним подацима са пописа, у граду је 2011. живело 4.434 становника.
| 2002. | 2011. | 2012. |
| ----- | ----- | ----- |
| 4.370 | 4.434 | 4.442 |